# Nkechi Madubuko
Nkechi Madubuko  (* 24. März 1972 in Gießen) ist promovierte Soziologin, Diversitätstrainerin, Autorin und Moderatorin fürs Fernsehen und auf Fachveranstaltungen. Sie ist ehemalige Leichtathletik-Leistungssportlerin und befasst sich heute mit Rassismuskritik, Diversitätssensibilität und Empowerment gegen Rassismuserfahrungen.

## Biografie
Nkechi Madubuko begann nach dem Abitur ein Studium an der Heinrich-Heine-Universität Düsseldorf in Soziologie, Medienwissenschaften und Psychologie. Während ihres Studiums moderierte sie als eine der ersten schwarzen Frauen 1996–1999 im deutschen Fernsehen bei Viva zwei in Köln und war Kaderathletin beim Deutschen Leichtathletik-Verband in Hoch- und Dreisprung. Ihr größter Erfolg als Hochspringerin war mit 17 Jahren der Afrikanische Rekord 1990 (1,86 m). Als Dreispringerin wurde sie 1998 Deutsche Vizemeisterin und führte 1999 die Jahresbestenliste an (14,02 m). Ihre Karriere beendete sie 1999 nach einem Achillessehnenriss.
Als Trainee absolvierte sie beim ZDF Mainz eine zweijährige Redaktionsausbildung. Nach dem Trainee arbeitete sie 13 Jahre als Redakteurin in der kulturpolitischen Sendung Kulturzeit bei 3sat. Seit 1999 moderierte Nkechi Madubuko auf Fachtagungen u. a. für das Ministerium für Arbeit, Soziales und Familie, das Bundesministerium für wirtschaftliche Zusammenarbeit und Entwicklung, die Kulturstiftung des Bundes und der Europäischen Union. Themenschwerpunkte waren die sozialpolitische Integration, Teilhabe und Chancenungleichheiten von Migranten, sowie die interkulturelle Öffnung von Kommunen und Bildungsinstitutionen. Seit 2010 setzt sie sich verstärkt in der Antirassismusarbeit ein.
In ihrer Promotionsstudie „Akkulturationsstress von Migranten“ (2010) untersuchte die Soziologin die Akzeptanz- und Ablehnungserfahrungen von Migranten mit besonderem Blick auf deren angewandte Bewältigungsstrategien im Umgang mit Rassismus und Diskriminierung. Dazu veröffentlichte das Bundesamt für Migration einen Beitrag von ihr. 2016 veröffentlichte Nkechi Madubuko das Sachbuch „Empowerment als Erziehungsaufgabe“, in dem es um praktisches Wissen für den Umgang mit Rassismuserfahrungen bei Kindern und Jugendlichen geht. Es ist das bisher erste Elternbuch zu diesem Thema im deutschen Sprachraum. 2015–2017 war sie Koordinatorin des Bleibenetzwerks „Bleib in Hessen II“, es bietet Arbeitsmarktberatung für geflüchtete Menschen an. 2016 absolvierte sie eine Diversity-Trainerin-Ausbildung bei „Eine Welt der Vielfalt e.V.“. Sie bietet seither Seminare, Fortbildungen und Workshops zu ihren Schwerpunktthemen an. Nkechi Madubuko ist seit 2017 Dozentin für Soziale Arbeit an der Uni Kassel, 2020 hatte sie einen Lehrauftrag an der Uni Koblenz. Seit 2020 berät sie den deutschen Leichtathletik-Verband (DLV) und konzipierte das Weiterbildungsmodul 'Diversität' zur Sensibilisierung der Trainer im Verband. Ebenfalls seit 2020 ist sie Jury-Mitglied bei der Antidiskriminierungsstelle des Bundes.
Madubukos aktuelles Sachbuch „Praxishandbuch Empowerment“ (2021) für die Zielgruppe pädagogisches Personal, Erzieher und Mitarbeiter der Sozialen Arbeit ist eine Einführung in das Thema Empowerment gegen Rassismuserfahrungen in professionellen Kontexten. Ihr Elternratgeber „Erziehung zur Vielfalt“ (2021) stellt ein Konzept vor, wie man Kindern wertschätzenden Umgang mit Vielfalt vermitteln kann. Dabei behandelt sie die Dimensionen Herkunft, Geschlechterrollen, Kinder mit Behinderung, Kinder, die von Armut betroffen sind und religiöse Vielfalt. Ihre Bücher berücksichtigen Erfahrung vor allem aus der Betroffenenperspektive und verweisen auf die Menschenrechtsverletzung durch Diskriminierungen. Madubuko veröffentlichte zahlreiche wissenschaftliche Aufsätze zu den genannten Themen, die in der Fachwelt aufgegriffen und zitiert werden. Sie ist Mitglied im „Netzwerk gegen Diskriminierung Hessen“ und bei den „Neue Deutsche Medienmacher*innen“. Seit Januar 2023 ist sie beim Demokratiezentrum Hessen im Bereich Rassismusforschung angestellt. Nkechi Madubuko ist Mutter dreier Kinder.

## Buchveröffentlichungen
- Akkulturationsstress von Migranten. Berufsbiographische Akzeptanzerfahrungen und angewandte Bewältigungsstrategien. VS Verlag für Sozialwissenschaften. Wiesbaden 2011. ISBN 978-3-531-92733-6
- Empowerment als Erziehungsaufgabe. Praktisches Wissen für den Umgang mit Rassismuserfahrungen. 2. Auflage. Unrast. Münster 2018. ISBN 978-3-89771-597-4
- Praxishandbuch Empowerment. Rassismuserfahrungen von Kindern und Jugendlichen begegnen. Beltz Juventa Verlag. Weinheim 2021. ISBN 978-3-7799-6478-0
- Erziehung zur Vielfalt. Wie Kinder einen wertschätzenden Umgang mit Unterschieden lernen. Kösel. München 2021. ISBN 978-3-466-31166-8

## Beiträge in Sammelbänden
- Typologie im Umgang mit beruflichem Akkulturationsstress bei Afrodeutschen-Selbstselektion vs. erfolgreiche Stressbewältigung. Potenziale der Migration zwischen Afrika und Deutschland, S. 127–154. In: Tatiana Baraulina, Axel Kreienbrink und Andrea Riester (Hrsg.): Potenziale der Migration zwischen Afrika und Deutschland. 1. Auflage. Bundesamt für Migration und Flüchtlinge. Nürnberg 2011. ISBN 978-3-9812115-7-3.
- Liebe und ein Bisschen mehr (S. 77–81): In: Denise Bergold-Caldwell et al. (Hrsg.): Spiegelblicke-Perspektiven schwarzer Bewegungen in Deutschland. 1. Auflage. Orlanda. Berlin 2015. ISBN 978-3-944666-23-5.
- Empowerment als Erziehungsaufgabe: Verarbeitungsstrategien gegen Rassismuserfahrungen von binationalen Kindern und Jugendlichen, S. 797–815. In: Karim Fereidooni und Meral El (Hrsg.): Rassismuskritik und Widerstandsformen. Springer Fachmedien Wiesbaden. Wiesbaden 2017. ISBN 978-3-658-14720-4.
- Diversitätsbewusstsein, Resilienzförderung & Empowerment im Kontext Schule. In: Deutsches Rotes Kreuz e.V. (Hrsg.): Impulse zur Resilienzförderung am Lern & Lebensort Schule. Deutsches Rotes Kreuz e.V. Berlin 2019. ISBN 978-3-00-063108-5.
- Berufsbiographische Akzeptanzerfahrungen und Stressempfinden. S. 425–444. In: Petia Genkova und Andrea Riecken (Hrsg.): Handbuch Migration und Erfolg. Springer Fachmedien Wiesbaden, Wiesbaden 2020. ISBN 978-3-658-18235-9.
- Powersharing. Strukturen hinterfragen und Macht teilen. In: Birgül Dermitas, Adelheid Schmitz (Hrsg.):  Rassismus in Institutionen und Alltag der sozialen Arbeit. Beltz Verlag, 2021
- Diversitätsbewusstsein, Resilienzförderung und Empowerment im Kontext Schule. S. 299–450. In: DRK Expertise (Hrsg.): Impulse zur Resilienzförderung am Lern- und Lebensort Schule, 2021
- Scheinpartizipation und Wer darf ich sein? Die Perspektive diskriminierungserfahrener Jugendlicher, In: J.-F. Huffmann, A. Scheffler (Hrsg.): Gelingende Partizipation. Ein Praxisbuch zur Beteiligung von Kindern und Jugendlichen. Debus Pädagogik, 2022
- Diversität und Empowerment. In: Iris Baumgardt, D. Lang (Hrsg.): Young Citizen. Handbuch für politische Bildung in der Grundschule. Bundeszentrale für politische Bildung 2022
- Empowerment-Orientierte Praxis in der Bildung und Erziehung. In: Claudia Machold et al. (Hrsg.): Kindheitsforschung intersektional denken. Reihe Kinder, Kindheiten, Kindheitsforschung. Verlag Springer Fachmedien Wiesbaden 2022

## Zeitschriftenartikel
- „Die Kita ist kein Schonraum“, In: Kindergarten aktuell 8/2021
- „Wir sollten uns angewöhnen Bauchschmerzen zu haben“, In: Magazin Eltern Family 2/2022

## Interviews
- „Anti-Rassisten sind jeden Tag gefragt“, Interview zum Tag gegen Rassismus, Hessenschau vom 20. März 2021
- „scobel – Rassismus: Das schleichende Gift“, Gespräch auf 3sat, 25. Februar 2021
- „scobel – Wege zur Selbstbemächtigung“, Diskussionsrunde auf 3sat, 25. August 2022

## Sportlerlaufbahn
In den Jahren 1988 bis 1999 war sie als Leichtathletin erfolgreich. 1989 trat sie – damals noch für Nigeria – bei den Afrikameisterschaften in Lagos an und gewann mit 1,78 m die Silbermedaille im Hochsprung. Am 2. Februar 1990 sprang sie in Bauchi mit 1,86 m afrikanischen Jugendrekord und damit afrikanischen Rekord. Den afrikanischen Rekord hielt sie 6 Jahre. Dieser Rekord wurde als afrikanischer Rekord 1996 und als nigerianischer Landesrekord 2007 überboten.
Als Siebzehnjährige nahm sie 1990 für die nigerianische Nationalmannschaft  als Hochspringerin an den Commonwealth Games in Neuseeland teil.
Nachdem sie sich für die deutsche Staatsbürgerschaft entschieden hatte, startete sie von 1992 bis 1999 in sechs Länderkämpfen für den DLV, unter anderem beim Leichtathletik-Weltcup 1998. Ihre beste Platzierung bei deutschen Meisterschaften war der zweite Platz im Dreisprung 1998.
Als Sportlerin hatte Nkechi Madubuko bei einer Größe von 1,74 m ein Wettkampfgewicht von 62 kg.
Persönliche Bestleistungen
- Dreisprung: 14,02 m am 6. Juni 1997 in Mainz (Platz eins der deutschen Bestenliste 1999, Platz fünf der ewigen deutschen Bestenliste, Stand: Saisonende 2008)
- Hochsprung: 1,86 m am 2. Februar 1990 in Bauchi, Nigeria